# Зимперт (Регенсбург)
Зимперт (на немски: Simpert, Sindbert, † 29 септември 791) е третият епископ на Регенсбург от 768 до 791 г.

## Биография
Той произлиза от висшата баварска благородническа фамилия Хахилинга от Донаугау. Той е също абат-епископ и ръководител на манастир Санкт Еммерам. Поддръжник е на херцог Тасило III, по-късно и на Карл Велики.
Зимперт тръгва през август 791 г. от Регенсбург с краля, епископа на Мец Ангилрам и епископа на Фрайзинг Ато на поход против аварите, където е убит.